# Prionapteryx hedyscopa
Prionapteryx hedyscopa là một loài bướm đêm trong họ Crambidae.